# کیومیتسو کوباری
کیومیتسو کوباری (انگلیسی: Kiyomitsu Kobari؛ زادهٔ ۱۲ ژوئن ۱۹۷۷) بازیکن فوتبال اهل ژاپن است.
از باشگاه‌هایی که در آن بازی کرده‌است می‌توان به باشگاه فوتبال ویسل کوبه، باشگاه فوتبال توکیو وردی، و باشگاه ورزشی توچیگی اشاره کرد.
وی همچنین در تیم‌های ملی فوتبال زیر ۱۷ سال ژاپن و زیر ۲۰ سال ژاپن بازی کرده‌است.